# Csebény (Szlovákia)
Csebény (szlovákul: Čabiny) község Szlovákiában, az Eperjesi kerület Mezőlaborci járásában. Alsó- és Felsőcsebény egyesítésével jött létre. Hozzá tartozik még Hegyescsaba is.

## Fekvése
Mezőlaborctól 10 km-re délre, a Laborc partján fekszik.

## Története
Alsócsebény 1478-ban „Also Chebinye” alakban bukkan fel. Felsőcsebényt 1478-ban „Chebinye” néven említik először a homonnai uradalom részeként.
1920 előtt mindkét település Zemplén vármegye Mezőlaborci járásához tartozott.
1994-ben egyesítették a két települést Csebény néven.

## Népessége
| Év:            | 1994. | 2004.   | 2014.   | 2024.    |
| -------------- | ----- | ------- | ------- | -------- |
| Emberek száma: | 393   | 409     | 374     | 280      |
| Eltérés:       |       | +4,07 % | -8,55 % | -25,13 % |

| Év:            | 2023. | 2024.   |
| -------------- | ----- | ------- |
| Emberek száma: | 292   | 280     |
| Eltérés:       |       | -4,10 % |

2001-ben 430 lakosából 195 ruszin, 171 szlovák és 35 ukrán volt.
2011-ben 391 lakosából 219 ruszin, 121 szlovák és 13 ukrán.

## Nevezetességei
Felsőcsebény ortodox temploma 1925-ben épült historizáló stílusban.

## Lásd még
- Alsócsebény
- Felsőcsebény